# فرانسيسكا أورديجا
فرانسيسكا أورديجا (من مواليد 19 أكتوبر 1993) هي لاعبة كرة قدم نيجيرية محترفة تلعب كمهاجمة لفريق سسكا موسكو في بطولة كرة القدم الروسية للسيدات. مثلت منتخب نيجيريا لكرة القدم للسيدات في كل من كأس العالم للسيدات وبطولة أفريقيا للسيدات. ورشحت لجائزة أفضل لاعبة كرة قدم أفريقية.

## مهنة النادي

#### بايلسا كوينز
بدأت مسيرتها المهنية على مستوى الشباب مع نادي بايلسا كوينز، ثم انتقلت إلى فريق المحترفين في عام 2008 حيث لعبت في بطولة نيجيريا للسيدات.

#### ريفرز آنجلز
في عام 2011، انتقلت إلى ريفرز آنجلز، أحد أفضل الأندية في بطولة نيجيريا للسيدات.

#### روسيانكا
في عام 2012، غادرت نيجيريا للعب مع بطل روسيا روسيانكا في بطولة كرة القدم النسائية الروسية. وغادرت النادي في نوفمبر 2012.

## مهنة دولية
شاركت أورديجا مع منتخب نيجيريا لكرة القدم للسيدات على جميع المستويات. مع فريق تحت 17 عامًا، لعبت كأس العالم للسيدات تحت 17 سنة 2010 ومع فريق تحت 20 سنة في كأس العالم للسيدات تحت 20 سنة 2012، وعلى المستوى الأول لعبت في بطولات كأس العالم للسيدات للأعوام 2011 و2015 و2019. وفي الأخيرة سجلت هدفها الأول في كأس العالم ضد السويد في 8 يونيو 2015 في وينيبيغ، كندا. وكانت جزءًا من تشكيلة نيجيريا في بطولة أفريقيا للسيدات عامي 2010 و2014، وفازت بالبطولتين. في عام 2018، كانت عضوًا في الفريق النيجيري الذي فاز بكأس الأمم الأفريقية للسيدات 2018 في غانا، وهي بطولة سجلت فيها هدفين وتمريرتين حاسمتين وفازت بجائزة امرأة المباراة في المباراة النهائية ضد جنوب أفريقيا. كانت جزءًا من فريق Super Falcons الذي فاز بكأس تركيا للسيدات 2021 في أنطاليا بتركيا في فبراير وبذلك أصبح أول فريق أفريقي يفوز بالبطولة. في 16 يونيو 2023، تم ضمها إلى تشكيلة نيجيريا المكونة من 23 لاعبة للمشاركة في كأس العالم للسيدات 2023.

## الإنجازات
ريفرز آنجلز
- كأس نيجيريا للسيدات: 2012

أتلتيكو مدريد
- الدرجة الأولى: 2017–18

نيجيريا
- بطولة أفريقيا للسيدات: 2010، 2014، 2016، 2018.

## روابط خارجية
- فرانسيسكا أورديجا على موقع الاتحاد الدولي (مؤرشف)  (الإنجليزية)
- فرانسيسكا أورديجا على موقع الاتحاد الأوربي (الإنجليزية)
- فرانسيسكا أورديجا على موقع قاعدة بيانات كرة القدم.إي يو (الإنجليزية)
- فرانسيسكا أورديجا على موقع Soccerway.com (الإنجليزية)